# Rai Italia
Rai Italia es un canal de televisión por suscripción internacional italiano, propiedad de RAI, también la emisora nacional pública de Italia. Rai Italia opera una red de televisión que transmite en todo el mundo a través de 3 canales de información localizados. La programación incluye una combinación de noticias, programas basados en discusiones, dramas y documentales, así como cobertura deportiva que incluye 4 juegos en vivo por semana de la mejor liga de fútbol de Italia, la Serie A.

## Audiencia
Rai Italia está dirigida a los expatriados italianos que viven en el extranjero, a los ciudadanos extranjeros de ascendencia italiana y a los no italianos interesados en la lengua y la cultura italianas; como tal, la red presenta una combinación de la mejor programación de Rai, así como programas originales creados especialmente para este canal.
Rai Italia comenzó sus transmisiones como canal internacional el día de Año Nuevo de 1992 como Rai International. Rai Italia ha trabajado bajo un acuerdo con el gobierno italiano para desarrollar la presencia del servicio público en la radio internacional y la transmisión de televisión. Rai Italia también se esfuerza por satisfacer las demandas de información y servicios de las comunidades italianas en el extranjero.
Rai Italia transmite tres canales de televisión, vía satélite, que varían según los diferentes objetivos geográficos. No hay servicio disponible para Europa, aunque los canales nacionales de Rai están ampliamente disponibles de forma gratuita en esta región. Rai Italia ha organizado el servicio satelital en 4 zonas, cada una con un horario localizado diferente:
| Rai Italia América - Emisiones para América     |
| Rai Italia Asia - Emisiones para Asia           |
| Rai Italia Australia - Emisiones para Australia |
| Rai Italia África - Emisiones para África       |

En Europa, Rai Italia ha transmitido por un período corto de tiempo con Rai Med (entretenimiento en idioma árabe, FTA), pero esta transmisión ha finalizado. También comparte un canal de televisión por cable con el canal TV Guide en el área de Boston (Estados Unidos) en Comcast.

## Controversia en Canadá
En Canadá, la programación de Rai Italia se transmitió originalmente en Telelatino, un canal con licencia canadiense lanzado en 1984 y actualmente propiedad mayoritaria de Corus, junto con tres prominentes italianos-canadienses. Telelatino (o "TLN") se lanzó más de una década antes de que existiera un canal de televisión internacional de la RAI. TLN había brindado a los canadienses un nivel de disponibilidad y variedad de programación nacional e internacional italiana que no tenía parangón fuera de Italia. Sin embargo, en 2003, RAI retiró la programación de Rai International de Telelatino y, con la ayuda de Rogers Communications (que posee varias estaciones multiculturales en Toronto bajo el sistema de televisión Omni), solicitó a la Comisión Canadiense de Radiotelevisión y Telecomunicaciones (CRTC) permitir que Rai Italia se emita en Canadá. Aunque la comunidad italiana en Montreal estaba a favor de admitir a Rai International en el mercado de los medios canadienses, la comunidad italiana en Toronto estaba dividida, ya que algunos creían que era una estrategia del entonces primer ministro Silvio Berlusconi para ganar influencia sobre los medios de comunicación de idioma italiano en Canadá.[cita requerida]
Originalmente, la CRTC rechazó la solicitud de la RAI, debido a que la RAI había negado indebidamente el suministro de programación a los televidentes canadienses de TLN y que el intento de la RAI de ingresar a Canadá sin restricciones sin ninguna programación canadiense ni ninguna obligación financiera sería una competencia desleal. Sin embargo, algunos italianos-canadienses podían ver Rai Italia a través de la televisión satelital del mercado gris que les permitían ver televisión satelital estadounidense. Finalmente, en 2005, el CRTC permitió que Rai Italia transmitiera en Canadá luego de una revisión de su política sobre servicios de televisión en otros idiomas.[cita requerida]

## Logotipos

2012-2017
Desde 2017